# Нороструннинген
Нороструннинген, или Но́рёстру́ннинген, или Но́рост-Ру́ннинген (дат. Nordøstrundingen) — мыс, самая восточная точка Гренландии и Северной Америки. Нороструннинген находится восточнее самой западной точки Исландии.
Этот мыс был впервые обнаружен и назван во время неудавшейся датской экспедиции под руководством Людвига Мюлиуса-Эриксена в августе 1906 года До этого не было известно, простирается ли Гренландия на восток в этом месте. Экспедиция разбила там стоянку для возвращения, прежде чем разделиться на две группы (одна в направлении Индепенденс-фьорда, другая по морскому льду в сторону Земли Пири).
Это место также посетил Эйнар Миккельсен во время экспедиции Алабама 1909—1912 года в поисках следов Мюлиуса-Эриксена, причем были обнаружены дневники с записями о более ранней экспедиции.
Однако это место уже было известно культуре инуитов, поскольку поблизости были обнаружены археологические артефакты, вероятно, относящиеся к культуре Индепенденс I (местоположение примерно в 80 км к западу).
Район охраняет лыжный патруль «Сириус».
Гренландия не является частью Северной Америки политически, поэтому многие считают, что самая восточная точка континента находится в Канаде — мыс Кейп-Спир, вблизи Сент-Джонса. Однако оба мыса расположены на островах, а самой восточной точкой континентальной Северной Америки является мыс Сент-Чарльз на полуострове Лабрадор.